# Aspidostemon conoideus
Aspidostemon conoideus är en lagerväxtart som beskrevs av Van der Werff. Aspidostemon conoideus ingår i släktet Aspidostemon och familjen lagerväxter. Inga underarter finns listade i Catalogue of Life.